# Quettehou

Quettehou este o comună în departamentul Manche, Franța. În 1 ianuarie 2018 avea o populație de 1.584 de locuitori.